# Jordan Belfi
Jordan Belfi (nacido el 30 de noviembre de 1978) es un actor estadounidense. Es más conocido por su trabajo en Entourage de HBO, en la que interpreta al agente Adam Davies, el némesis de Ari Gold (Jeremy Piven).

## Primeros años
Belfi nació en California y se graduó de la Universidad Wesleyan en 2000.

## Carrera
Belfi también tuvo un papel de estrella invitada recurrente en la serie de CBS Moonlight, interpretando al novio de la protagonista femenina.
Belfi también apareció brevemente en el episodio de la quinta temporada de Gilmore Girls "The Party's Over". También fue estrella invitada en Hawaii Five-0 como Spenser Owens en el episodio 14 de la temporada 1 "He Kane Hewa' Ole". En 2012, apareció como invitado en dos episodios de Grey's Anatomy como Nick durante la temporada 8.
Belfi tuvo un papel en Entourage de HBO, en la que interpretó al agente Adam Davies, el némesis de Ari Gold (Jeremy Piven). En el programa, Davies traiciona a Ari en su antigua agencia, revelando el esfuerzo secreto de Ari para construir su propia empresa. Belfi aparece semi-regularmente durante las temporadas 1 y 2, e hizo una sola aparición en la temporada 3 y dos apariciones en la temporada 5. Es reconocido por Entourage (2004), All American (2018) y Grey's Anatomy (2005).

## Vida personal
Belfi está casado con la actriz y productora Rachelle Dimaria desde 2018. En junio de 2021, la pareja anunció que esperaban a su primer hijo. Su hijo nació el 1 de diciembre de 2021.

## Filmografía
| Year      | Movie                     | Role                                        | Notes                                    |
| --------- | ------------------------- | ------------------------------------------- | ---------------------------------------- |
| 1993      | Remote                    | Ben                                         | Directo a video                          |
| 2001      | Power Rangers Time Force  | Walter Brown                                | Episodio: "Legend of the Clock Tower"    |
| 2001      | Buffy the Vampire Slayer  | Guy at the Bronze                           | Temporada 6, episodio 9                  |
| 2003      | American Dreams           | Stephen Patterson                           | Temporada 1, episodio 23                 |
| 2004      | Gilmore Girls             | Jordan Chase                                | Temporada 5 episodio 8                   |
| 2004-2009 | Entourage                 | Adam Davies                                 | Recurrente (Temporadas 1–6)              |
| 2006      | Drake & Josh Go Hollywood | Mitch Gordon                                |                                          |
| 2007      | Ten Inch Hero             | Fuzzy22                                     |                                          |
| 2007-2008 | Moonlight                 | Josh Lindsey                                | Serie de TV                              |
| 2009      | CSI: Miami                | Neil Palmer                                 | Serie de TV (Dead or Alive)              |
| 2009      | Surrogates                | Victor Welch                                |                                          |
| 2010      | Ghost Whisperer           | Bruce Adler                                 | Temporada 5, episodio 11                 |
| 2011      | Hawaii Five-0             | Spenser Owens                               | Temporada 1, episodio 14                 |
| 2011      | El mentalista             | Wes Attwood                                 | Temporada 3, episodio 15                 |
| 2011-2013 | Castle                    | Beau Randolph                               | 2 episodios                              |
| 2012      | The Millionaire Tour      | Greg                                        |                                          |
| 2012      | Bones                     | Agente Especial Andy Lister / Blaine Conway | Temporada 7, episodio 12                 |
| 2012      | Grey's Anatomy            | Nick                                        | Temporada 8, episodios 22 & 23           |
| 2013      | Snow Bride                | Benjamin Tannenhill                         | Película de TV para Hallmark Channel     |
| 2013      | Burn Notice               | Cody Ward                                   | Temporada 7, Episodio 6 "All or Nothing" |
| 2014      | Beyond the Lights         | Steve Sams                                  |                                          |
| 2015      | Scandal                   | Congresista Nicholas Reed                   | Temporada 4, 2 episodios                 |
| 2016      | Better Criminal           | Detective William Doyle                     |                                          |
| 2017      | American Curious          | David Green/Braulio                         |                                          |
| 2018      | Code Black                | Andrew Ferryman                             | Episodio: "Change of Heart"              |
| 2018-2022 | All American              | Director Ed Landon                          | 10 episodios                             |
| 2019      | The Rookie                | Ross "Corkscrew" Tegan                      | Episodio: "Warriors and Guardians"       |
| 2019      | 9-1-1                     | Chase Mackey                                | 2 episodios                              |
| 2021      | Violet                    | Ron Moore                                   |                                          |
| 2021      | Good Girls                | Z                                           | 6 episodios                              |
| 2022      | Don't Look at the Demon   | Matty                                       |                                          |
| 2023      | Nefarious                 | Dr. James Martin                            |                                          |